# 栗原市立姫松小学校
栗原市立姫松小学校（くりはらしりつひめまつしょうがっこう）は、1873年に設立され、かつて宮城県栗原市一迫北沢に存在した公立小学校である。
2013年4月1日から栗原市立一迫小学校の校舎を活用し、栗原市内一迫地区の4校が統合して、新生栗原市立一迫小学校として開校するのに伴い、同年3月23日に閉校となった。140年の歴史があった。

## 概要
栗原市の北西部に位置し、学区は一迫川と二迫川にはさまれた森や緑に囲まれた地域で、旧姫松村が、昭和30年の町村合併で旧一迫町・栗駒町・築館町の３町に分村されたときに、旧一迫町に合併した地域である。人口は1,000人余り、広さは東西約6㎞、南北約4㎞で中央に学校があった。

## 沿革
- 1873年（明治6年）6月13日 北沢小学校として、丹野啓介居宅において開校。児童38名（男子のみ）
- 明治12年 北沢村、狐崎村が合併し、王沢村となる。
- 明治15年 北沢中等小学校と改称。
- 明治20年 北沢尋常小学校と改称。片子沢小学校を分教場として併合。
- 明治21年 裁縫専修科をおく。（児童28名）
- 明治22年 姫松尋常小学校と改称。北沢小学校、片子沢小学校、宝来小学校を併合し、本校を姫松尋常小学校とし、片子沢、宝来の両校を分教場とする。王沢村、片子沢村、宝来村が合併し姫松村となる。
- 明治25年 王沢尋常小学校と改称。片子沢、宝来の両分教場とする。
- 明治34年 姫松尋常高等小学校と改称。
- 明治41年 修業年限2ヶ年の高等科を併置し、片子沢、宝来の両尋常小学校を分教場とする。
- 昭和10年 宝来分教場新築校舎落成。
- 昭和16年 姫松国民学校と改称。（全国の小学校も同じ）
- 昭和20年 食糧増産、空襲防衛のため、校庭の3分の2を開墾。疎開学童、宝来分教場に入る。
- 昭和22年 姫松村立姫松小学校と改称。
- 昭和30年 一迫町立姫松小学校と改称。
- 昭和31年 宝来分校は栗駒町立宝来小学校に昇格。片子沢分校は宝来小学校の分校となる。
- 昭和32年 姫松地区幼児学級開講。（幼児65名）
- 昭和33年 姫松小中併用屋内体育館完成。
- 昭和34年 ミルク給食開始。
- 昭和36年 学校給食開始。
- 昭和37年 校歌制定、鼓笛隊を編成。
- 昭和39年 姫松小中学校合同運動会開催。
- 昭和40年 一迫町学校給食センター完成。
- 昭和42年 学校給食開始。イナゴとり・売上7,500円。
- 昭和43年 特殊学級開設。
- 昭和44年 プール完成。
- 昭和48年 緑化コンクールに努力賞受賞。
- 昭和53年 新校舎完成。
- 昭和55年 屋体完成。
- 昭和58年 姫松地区体育館完成。姫松小バレーボールクラブ県北新人大会ブロック優勝。
- 昭和62年 第40回記念姫松地区町民体育大会。
- 平成4年 開校記念日制定。「6月13日」
- 平成6年 姫松簡易水道完成。（8月）
- 平成10年 校舎大規模改修、コンピューター室増築。第50回記念姫松地区町民体育大会。
- 平成11年 コンピューター11台設置。一迫、長崎、姫松の幼稚園統合し一迫幼稚園になる。
- 平成17年 栗原市立姫松小学校と名称変更。
- 平成18年 2学期制実施。
- 平成19年 東書教育賞全国入選。
- 平成20年 岩手宮城内陸地震による校舎、プール一部改修工事。複式学級が2学級となる。
- 平成21年 地上デジタルテレビ10台設置。
- 平成23年 東日本大震災により校舎一部、体育館に被害、改修工事。児童被害なし。
- 平成25年3月 閉校式、記念碑除幕式、閉校を惜しむ会を開催
- 2013年（平成25年）3月23日 閉校（児童数40名）

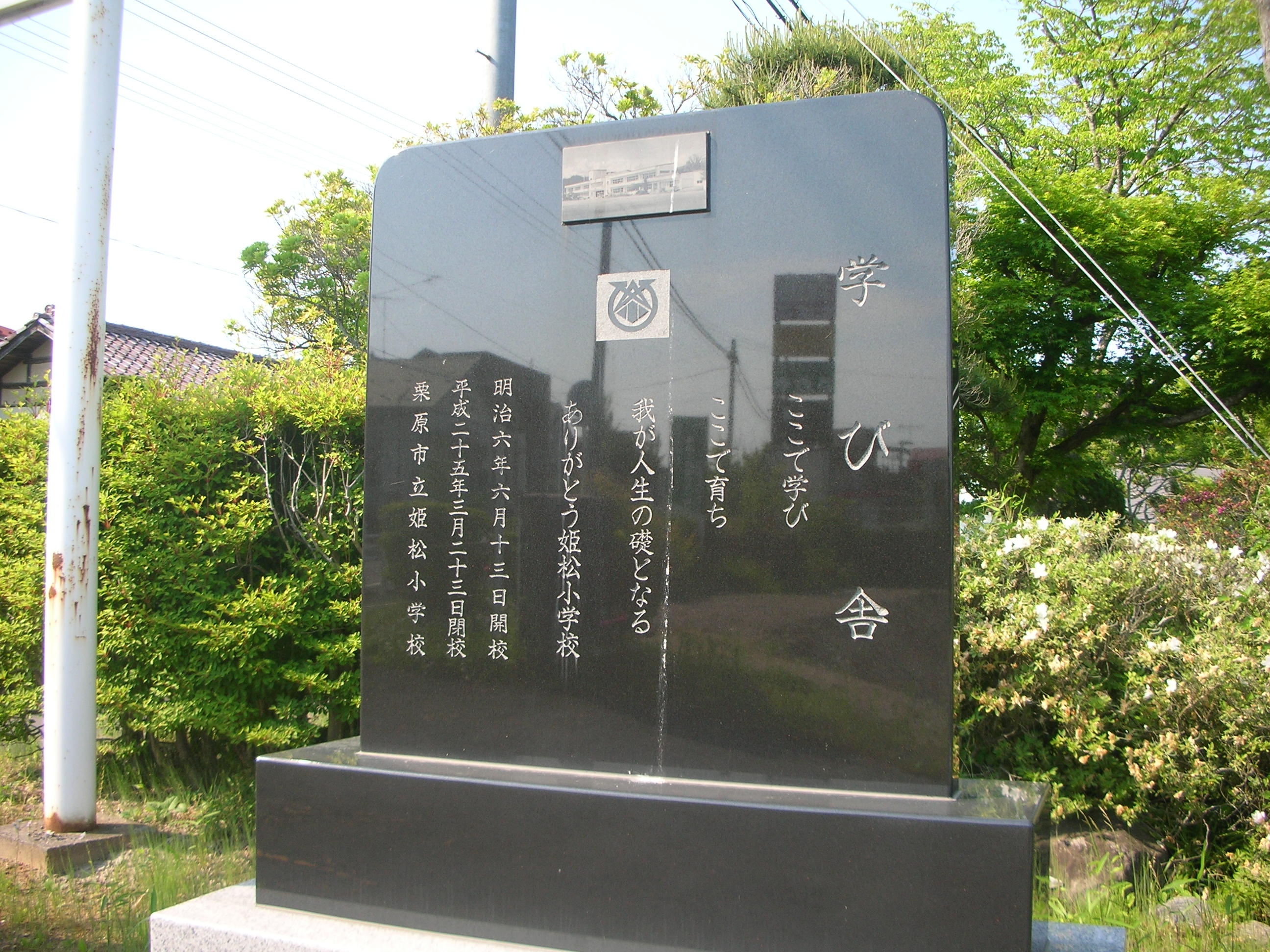
姫松小学校閉校記念碑（2013年3月閉校）

## 学区
- 一迫本沢区、一迫一本松区、一迫狐崎一区、一迫狐崎二区、一迫姫松南沢区、一迫畑区、一迫片子沢区

## アクセス
- 東北自動車道築館ICから車で約35分